# Nemania nummularioides
Nemania nummularioides är en svampart som först beskrevs av Rehm, och fick sitt nu gällande namn av G.J.D. Sm. & K.D. Hyde 2001. Nemania nummularioides ingår i släktet Nemania och familjen kolkärnsvampar.   Inga underarter finns listade i Catalogue of Life.